# Lennox Linton

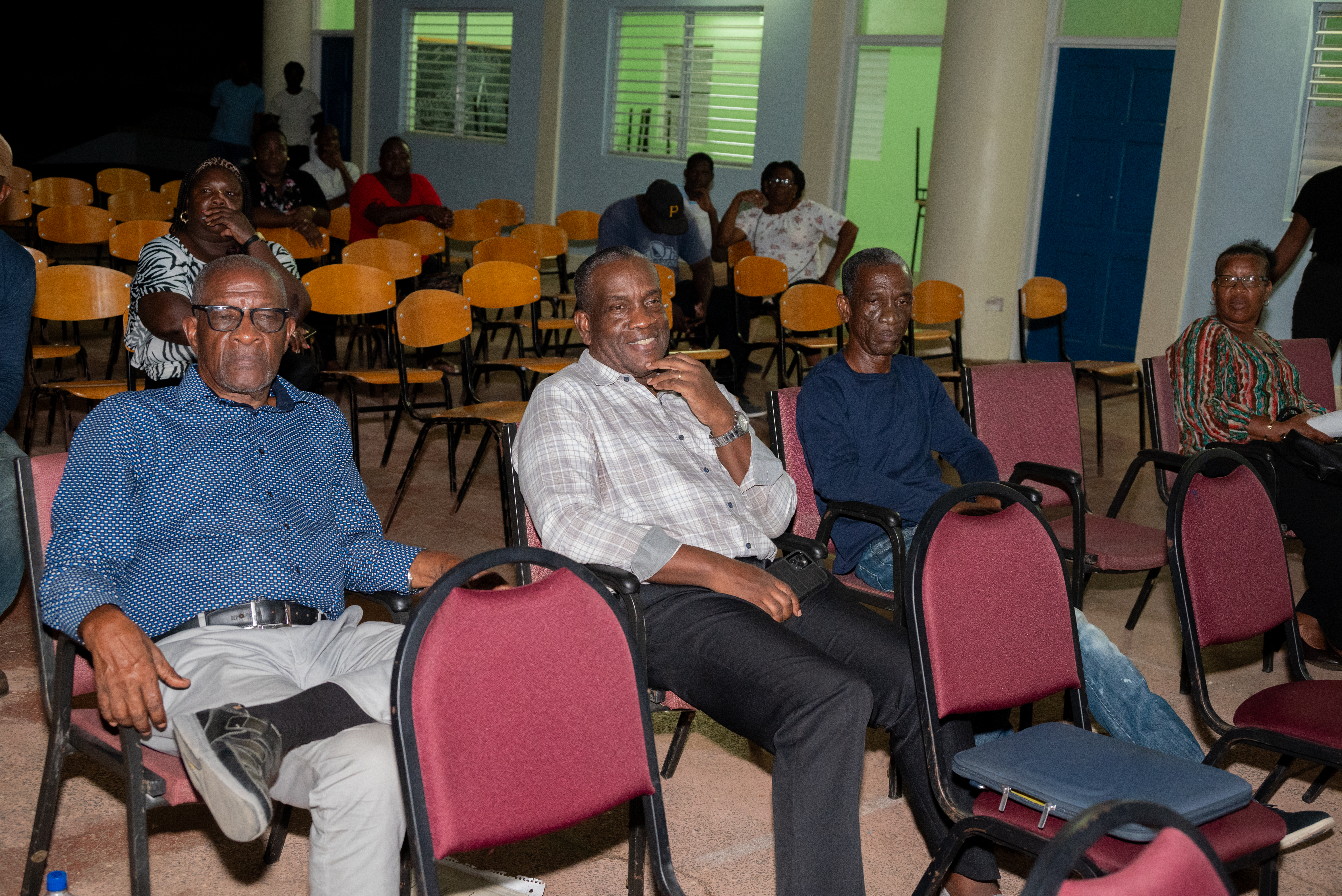
Lennox Linton in der Bildmitte (2020)

Lennox Irving Linton (* 8. Juni 1972 in Roseau) ist ein dominicanischer Politiker. Er ist seit 2014 Parteivorsitzender der United Workers Party und in dieser Funktion Oppositionsführer.

## Leben
Linton besuchte die Dominica Grammar School und die Marigot Government School. Im Anschluss studierte er an der University of Texas.
Nach seiner Ausbildung arbeitete er unter anderem für die Dominica Broadcasting Corporation als Nachrichtensprecher und für die nationale Zeitung Dominicas The Chronicle. Auch in der Industrie war Linton einige Jahre tätig. 2014 wurde der Dominicaner zum Parteivorsitzenden der United Workers Party gewählt und ging als Spitzenkandidat in die Wahl 2014. Hier unterlag er mit 42,92 % der Stimmen seinem Konkurrenten Roosevelt Skerrit. Am 8. Dezember 2014 wurde Linton als Oppositionsführer vereidigt.